# 新傳媒朝陽頻道
新传媒朝陽频道是新传媒电视马来语频道。

## 历史
- 1984年1月31日，本频道的前身“新广第12波道”启播，播放体育和文化类节目，以及部分由第五波道播出的马来语节目及第八波道播出的泰米尔语节目。
- 1994年1月1日，原本在第五波道播出的马来语节目完全移动到新广第12波道播出。
- 1994年10月1日，新广公司化，新加坡广播局改名为“新加坡国际传媒机构”（简称“新国传媒机构”）（Singapore International Media, SIM），“新加坡电视12私人有限公司”（简称“新视12”）（Singapore Television Twelve, STV12）作为本机构的附属公司正式成立，新广第12波道改名为新视第12波道。
- 1995年9月1日，原本在第八波道播出的泰米尔语节目完全移动到本频道播出。第12波道分拆为马来语/泰米尔语的新视12主要频道（Prime 12）及播放英语体育、儿童节目和纪录片的新视12首映频道（Premiere 12）。
- 2000年1月31日，新视12主要频道改名为新视12朝阳频道，同时泰米尔语节目移动到新视12首映频道，并更名为新视12聚点频道（后来分拆为春天频道和奥多频道）。
- 2001年2月12日，配合新传媒统一企业形象，新加坡电视12改名为新传媒电视12，同时新视12朝阳频道改名为新传媒电视12朝阳频道（Mediacorp TV12 Suria）。
- 2013年12月13日，朝阳频道转为使用DVB-T2标准的高清数码广播。
- 2017年2月27日，新传媒马来语新闻部迁移到媒体城，马来语新闻《Berita》推出以榜鹅水道、甘榜格南马来村及新传媒园区航拍实景为主题的全新片头、镜面。[3[錨點失效]]
- 2019年1月1日，朝阳频道停止正常模拟广播，改为播放相关宣导字卡。次日凌晨0时起，朝阳频道终止模拟广播，全面改用数码广播。
- 2020年1月，為慶祝朝陽頻道開播20週年，台標下方標註「20 Tahun sinar Bersama Anda」（中文：20年的光輝與你同在）[1]。
- 2020年7月10日，因直播《新加坡大選2020 - 開票夜》，當天延後到隔天04:00收播[2]。

## 頻道播出時間
- 每天：09:00~翌日00:00（新加坡標準時間）

收播期間會聲音轉播Ria 89.7FM。